# 斯莫利亞尼諾韋
48°56′24″N 38°43′29″E / 48.94000°N 38.72472°E

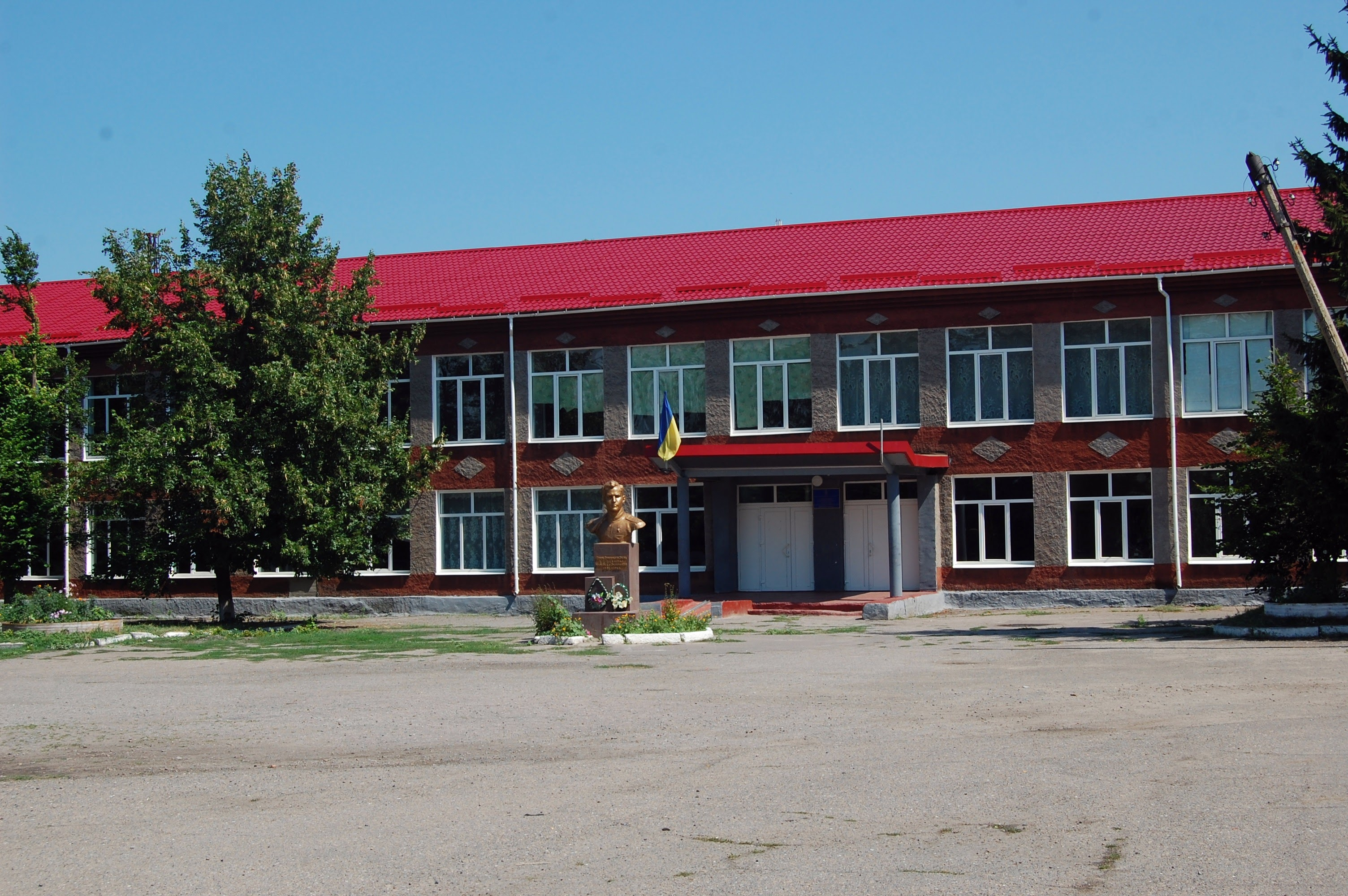
斯莫利亞尼諾韋

斯莫利亞尼諾韋（烏克蘭語：Смолянинове）是位於烏克蘭東部的村莊，由盧甘斯克州北頓涅茨克區的北頓涅茨克市鎮負責管轄。該村始建於1757年，面積6.12平方公里，海拔高度108米，2001年人口1,297，人口密度每平方公里211.9人。